# Resultados do Carnaval de Maués em 2014
Resultados do Carnaval de Maués em 2014. A apuração ocorreu no dia 4 de março.

## Escolas de samba
| Pos | Escolas                 | Pts   | Classificação ou rebaixamento | Ref   |
| --- | ----------------------- | ----- | ----------------------------- | ----- |
| 1   | Em Cima da Hora         | 220   | Campeã de 2014                | [ 1 ] |
| 2   | Império Verde e Rosa    | 218.8 |                               | [ 1 ] |
| 3   | Ramalho Júnior          | 217.5 | [ 1 ]                         |       |
| 4   | Mocidade de Santa Luzia | 216.2 | [ 1 ]                         |       |

## Blocos

### Grupo Especial
| Pos | Escolas         | Pts   | Classificação ou rebaixamento | Ref   |
| --- | --------------- | ----- | ----------------------------- | ----- |
| 1   | Viracopu´s      | 196.5 | Campeã de 2014                | [ 1 ] |
| 2   | Toca Folia      | 195   |                               | [ 1 ] |
| 3   | Kabeça de Touro | 195   | [ 1 ]                         |       |
| 4   | Os Mortos Vivos | 192   | [ 1 ]                         |       |
| 5   | Fura Olho       | 188.5 | Grupo de acesso em 2015       | [ 1 ] |

### Grupo de acesso
| Pos | Escolas        | Pts   | Classificação ou rebaixamento | Ref   |
| --- | -------------- | ----- | ----------------------------- | ----- |
| 1   | Os Brotinhos   | 195.5 | Grupo Especial em 2015        | [ 1 ] |
| 2   | Tradição       | 190.5 |                               | [ 1 ] |
| 3   | Bloco da Saude | 189.5 | [ 1 ]                         |       |
| 4   | Fla Maués      | 189   | [ 1 ]                         |       |